# 檜皮葺

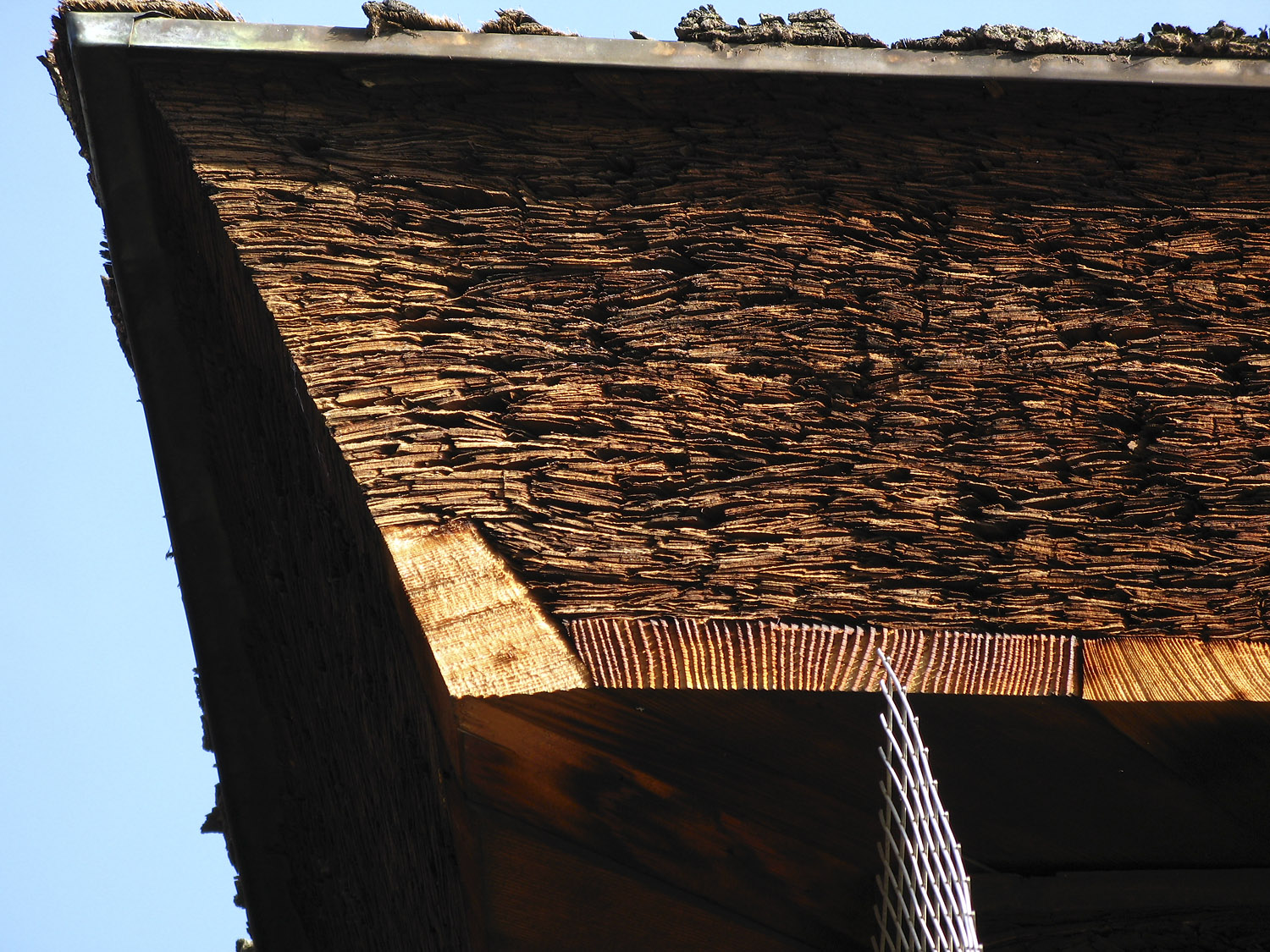
檜皮葺（東寺）

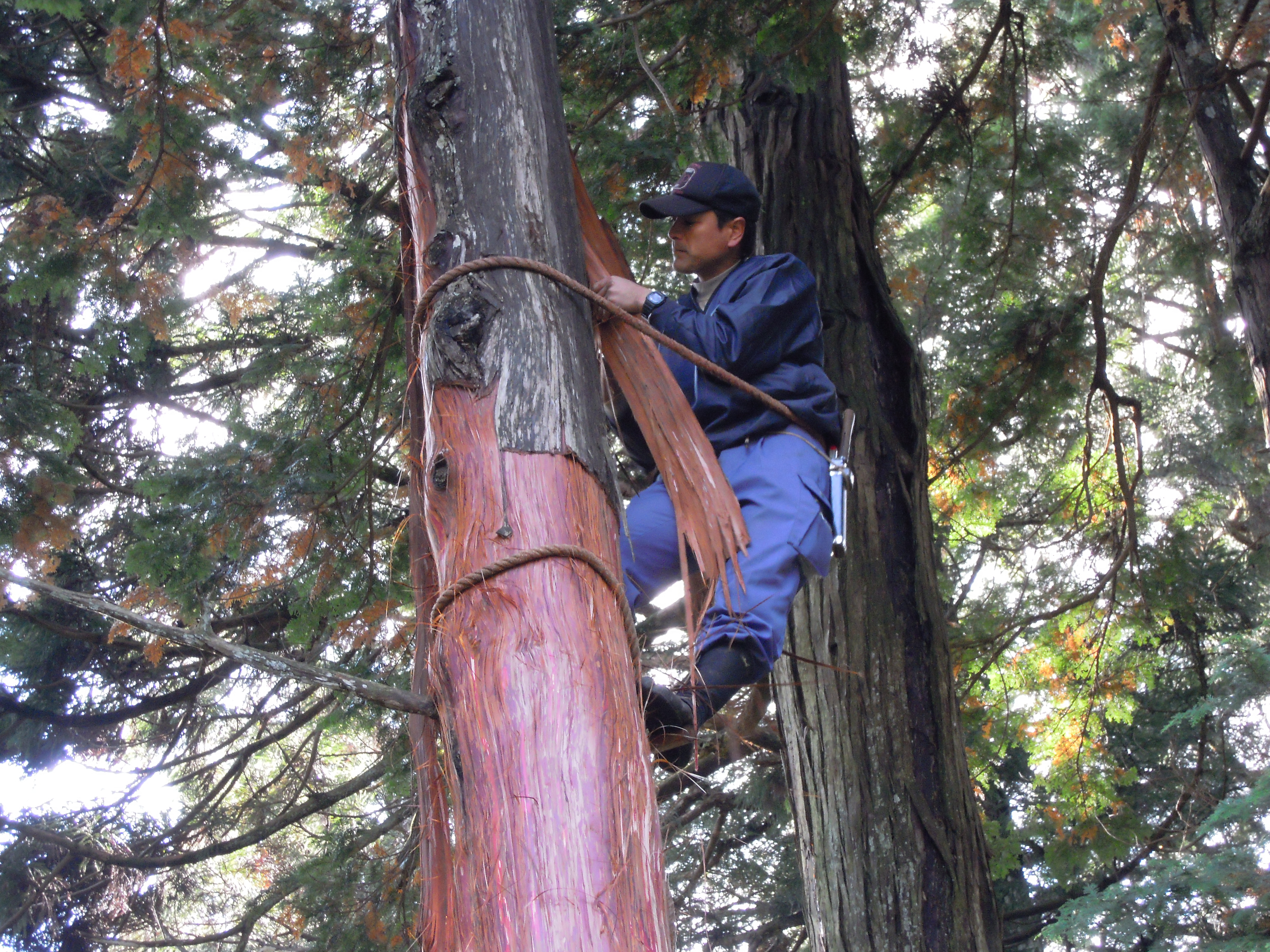
原皮師の作業、明通寺の檜皮採取作業見学会にて。

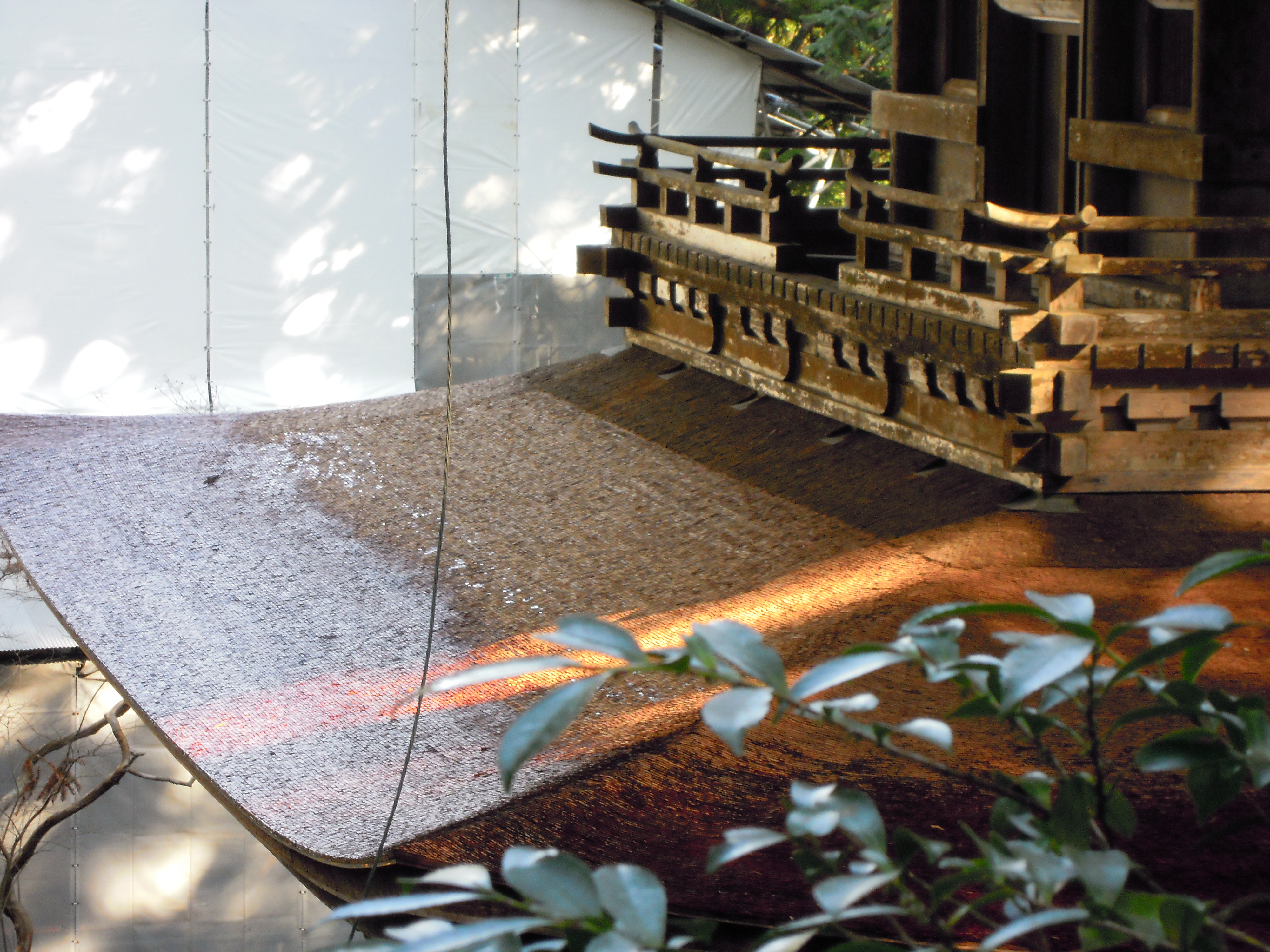
葺替えたばかりの明通寺三重塔の屋根。

檜皮葺（ひわだぶき）とは、屋根葺手法の一つで、檜（ひのき）の樹皮を用いて施工する。
日本古来の歴史的な手法であるが、日本国外には類を見ない。文化財を含む、古い建物の屋根で檜皮葺を見ることができる。
2020年「伝統建築工匠の技：木造建造物を受け継ぐための伝統技術」がユネスコ無形文化遺産に登録され、この中に「檜皮葺・杮葺（こけらぶき）」が含まれている。檜皮葺と杮葺（こけらぶき）はしばしば混同されるが製法や材質は異なる造作技法である。

## 材料
樹皮を採取するヒノキは樹齢70 - 80年以上、幹径60センチメートル (cm) 以上のものがよいとされ、その樹径が充分に育ったヒノキの立ち木からむいた皮を成型した檜皮を用いる。樹皮を剥ぎ取る際には、甘皮（樹木の形成層）、絹皮（甘皮と樹皮の間にある層）を傷つけず残すことで、樹木に影響なく材料を入手する。 樹皮は8 - 10年ほどで再び剥ぎとれるまで回復するが、再び採取された樹皮（黒背皮とよぶ）はより厚みを増すなど、初回の樹皮（荒皮とよぶ）よりも品質が良いとされる。樹皮の採取は水分量の多い4月 - 7月を避けて行われる。檜皮を採取する専門の職人を原皮師（もとかわし）と呼び、ロープで体を固定しながら木に登りヒノキ樹皮を採取する。原皮師には高度な技量が求められるが、後継者不足により、その育成が課題となっている。また採取する檜も長年の慣習や山主の好意などにより確保されているに過ぎず、山主の代替わりなどを機に伐採や原皮師の出入り差止めなどの憂いが絶えないとされる。
採取された檜皮は檜皮葺師によって材料として加工されるが、この工程を「拵え」（こしらえ）と呼ぶ。拵えは檜皮葺師の作業のおよそ3/4に相当する。まず節や樹枝などを削り取ってから檜皮を長さ75 cm、幅15 cmほどに整えて厚みも揃え、さらに2 - 3枚を重ねて、檜皮包丁の先端の尖った部分で叩き、上下の皮を打撃部食い込ませて1枚の檜皮に形成する。檜皮は、屋根を葺くために使う平葺皮、軒先や棟に使う軒付皮と、使う場所によって形や大きさが異なる。そのため、使用する部位に合わせ、数十種類ある形状に成型する。

## 葺きかた
まず屋根を厚くみせるため、軒先に檜皮を積み重ねて高さ数十 cmの軒付をつくる。葺足(ふきあし・上下の檜皮をずらす間隔)は1.2 cmを基本とし、左右の檜皮を6 mmずつ重ねて葺き上げる。檜皮を5枚重ねたら2 cm程度の間隔で竹釘と屋根金槌を使って打ち固定することを繰り返す。軒先（軒付）は釿（ちょうな）という道具で美しく切り揃える。こうして葺いた屋根は厚さ10 cm程度になり、30 - 35年程度の耐用年数がある。

## 歴史
皇極天皇（在位642年 - 45年）の新宮殿が檜皮葺とされ、それ以前の大王宮は諸豪族と同様に茅葺であったことからも画期とされる。
668年に崇福寺（廃寺）諸堂が檜皮で葺かれていた記録が、最古のものである。しかしながらそれ以前から技術としては存在したと思われる。当時の技術は確かではないが現在のように竹釘で留めずに押縁で上から押さえつけて固定し、葺き材の量もずっと少なく半分以下であったと考えられる。
飛鳥時代より寺院の建築技術のひとつとして瓦葺が伝来し、寺院の建物の多くは瓦葺きが用いられたが、檜皮葺は付属的な建物の屋根に用いられた。また、奈良時代・平安時代では公的な建築物が瓦葺きだったのに対し、私的な建築物では檜皮葺が用いられた。例えば朝廷の公的な儀式の場である大極殿は瓦葺きであったが、天皇の私邸である紫宸殿や清涼殿は檜皮葺である。また平安時代以降の貴族の私邸である寝殿造も檜皮葺である。
伝来当初は瓦葺がより格式の高い技法であったが、平安時代以降は国風文化の影響もあり、檜皮葺が屋根葺工法の中で最も格式の高い技法となった。平安時代中期以降は、公的儀式の場も瓦葺の大極殿から、檜皮葺の紫宸殿に移動している。
現在残る技法は、鎌倉時代以降に原型が成立したものと考えられている。

## 代表的建築物
- 仁科神明宮 本殿、中門 - 国宝
- 大善寺 本堂 - 国宝
- 出雲大社 本殿  - 国宝

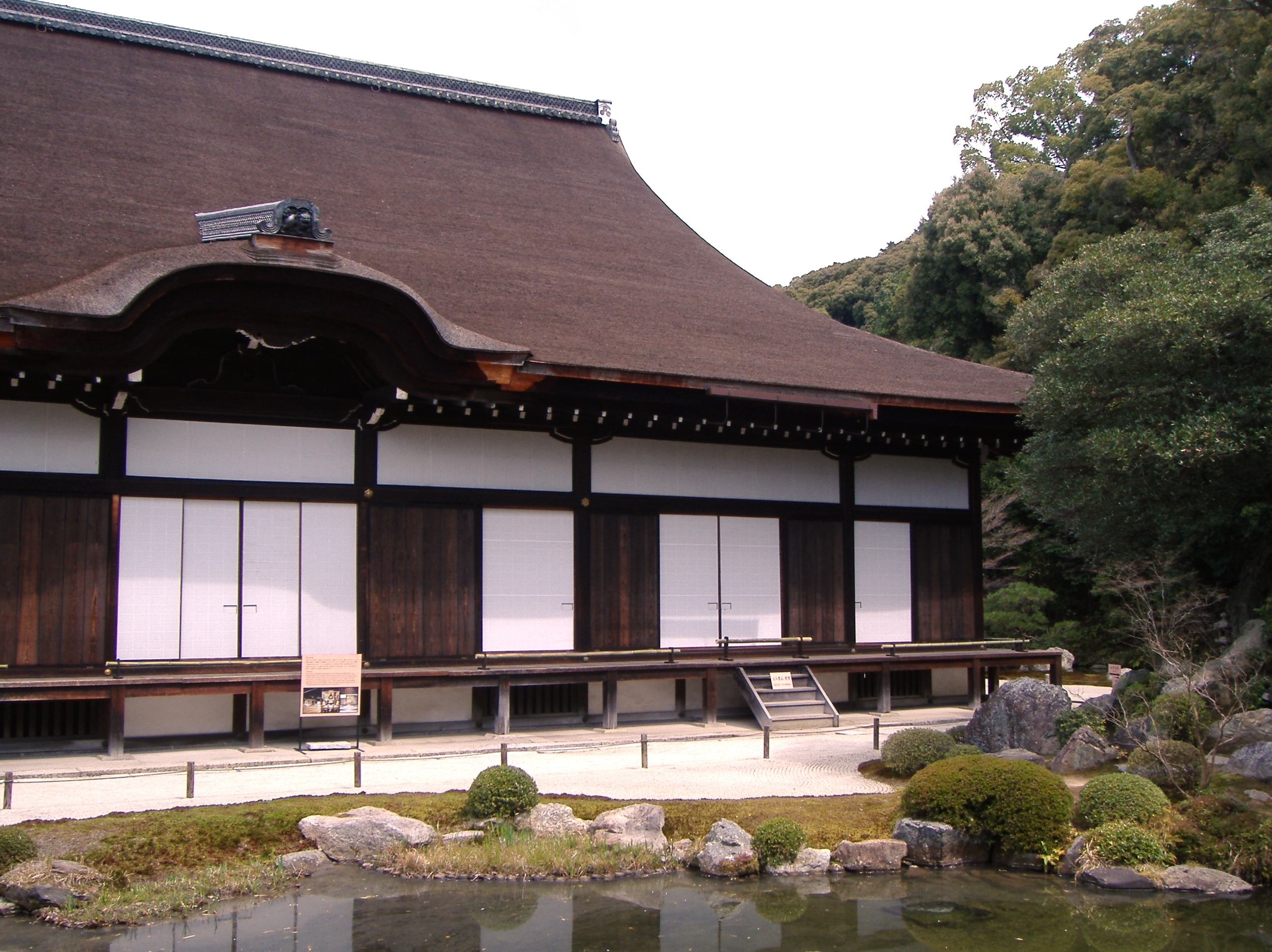
檜皮葺の知恩院大方丈

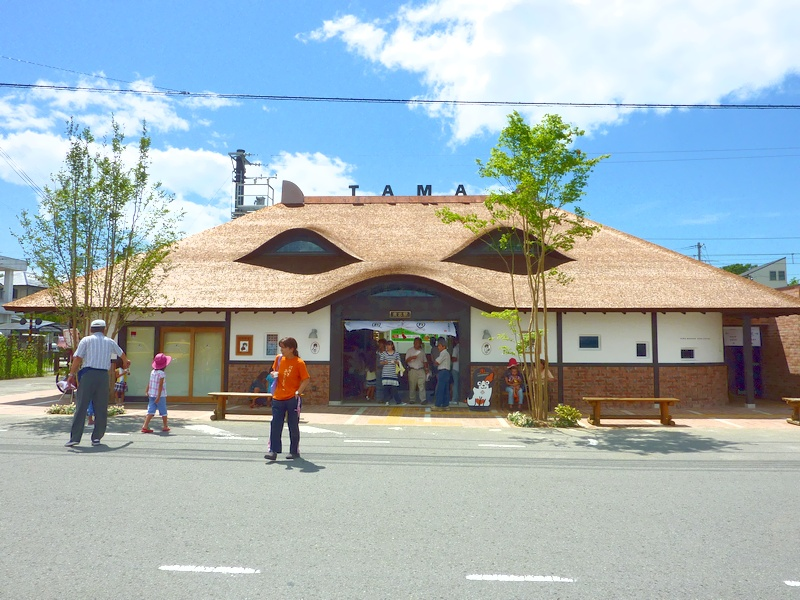
最近の竣工例。和歌山電鐵貴志川線・貴志駅駅舎

- 厳島神社　本殿、祓殿、摂社客、摂社客神社祓殿、廻廊東廻廊、廻廊西廻廊  - 国宝
- 北野天満宮 本殿、石の間、拝殿、楽の間 - 国宝
- 賀茂別雷神社 本殿、権殿 - 国宝
- 賀茂御祖神社 東本殿、西本殿 - 国宝
- 石上神宮 拝殿、摂社出雲建雄神社拝殿 - 国宝
- 吉備津神社 本殿、拝殿 - 国宝
- 清水寺 本堂 - 国宝
- 金峯山寺 本堂、二王門 - 国宝
- 善光寺 本堂 - 国宝
- 大報恩寺 本堂 - 国宝
- 室生寺 金堂、本堂、五重塔 - 国宝
- 香取神宮　本殿 - 重要文化財
- 京都御所 紫宸殿、清涼殿
- 八坂神社 諸殿

## 檜皮葺関係職人の聞き書き
- 日名子元雄「宮川菊治郎氏を想う」『古建築』第18号、忍冬会(文化財保護委員会事務局建造物課内)、1957年、35-39頁。全国書誌番号:00026324
- 服部文雄「「檜皮葺・杮葺」谷上伊三郎(匠の世界)」『月刊文化財(文化庁文化財保護部監修)』第201号、第一法規出版、1980年、37-41頁、NAID 40001038832。
- 安井清「檜皮：村上栄一・小林金治」『聞き書 日本建築の手わざ 第1巻(堂宮の職人)』1号、平凡社、1985年、277-305頁。全国書誌番号:85024788
- 中沢和彦「檜皮：いい皮はやっぱり天然のもの 亀山栄一さん」『日本の森を支える人たち』晶文社、1992年、154-166頁。
- 署名なし「語りべの匠・檜皮採取一筋に65年(上)：前田信次さんに聞く」『古文化』第41号、社団法人全国社寺等屋根工事技術保存会、1992年、2-3頁。全国書誌番号:00114399
- 署名なし「語りべの匠・檜皮採取一筋に65年(下)：前田信次さんに聞く」『古文化』第42号、社団法人全国社寺等屋根工事技術保存会、1993年、3-4頁。
- 宇江敏勝「檜皮葺 岐阜県七宗町」『森をゆく旅 木と人と技』新宿書房、1996年、137-141頁。ISBN 4880082325。
- 塩野米松「伝統的檜皮葺職人　谷上勲」『手業に学べ 地の巻』小学館、1996年、190-211頁。ISBN 4093663548。
- 署名なし「檜皮を採取して45年　年輪に輝く檜皮人生一代記：大野豊さんに聞く」『古文化』第53号、社団法人全国社寺等屋根工事技術保存会、1997年、2-4頁。
- 署名なし「檜皮を採取して45年　年輪に輝く檜皮人生一代記：大野豊さんに聞く(その2)」『古文化』第54号、社団法人全国社寺等屋根工事技術保存会、1997年、4-6頁。
- 署名なし「檜皮を採取して45年　年輪に輝く檜皮人生一代記：大野豊さんに聞く(最終回)」『古文化』第55号、社団法人全国社寺等屋根工事技術保存会、1997年、4-7頁。
- 関美穂子「文化財修理を支える人びと(11)檜皮葺 村上栄一」『住と建築』第451号、社団法人全日本建築士会、1998年、2-9頁。全国書誌番号:00050744
- 関美穂子「文化財修理を支える人びと(20)原皮師 大野豊」『住と建築』第460号、社団法人全日本建築士会、1998年、2-11頁。全国書誌番号:00050744
- 関美穂子「日本で唯一竹釘を製造：石塚商店（文化財修理を支える人びと(11)）」『住と建築』第451号、社団法人全日本建築士会、1998年、10-11頁。
- 原田多加司「檜皮葺・杮葺」『文建協通信』第45号、財団法人全国文化財建造物保存技術協会、1998年、2-17頁。全国書誌番号:00113315
- 安藤邦廣「木を切らずに生かす桧皮の技 桧皮 原皮師　藤本昭一」『職人が語る「木の技」』建築資料研究社〈建築ライブラリー13〉、2002年、45-50頁。 NCID BA60287247。